# Winchester (rifle)

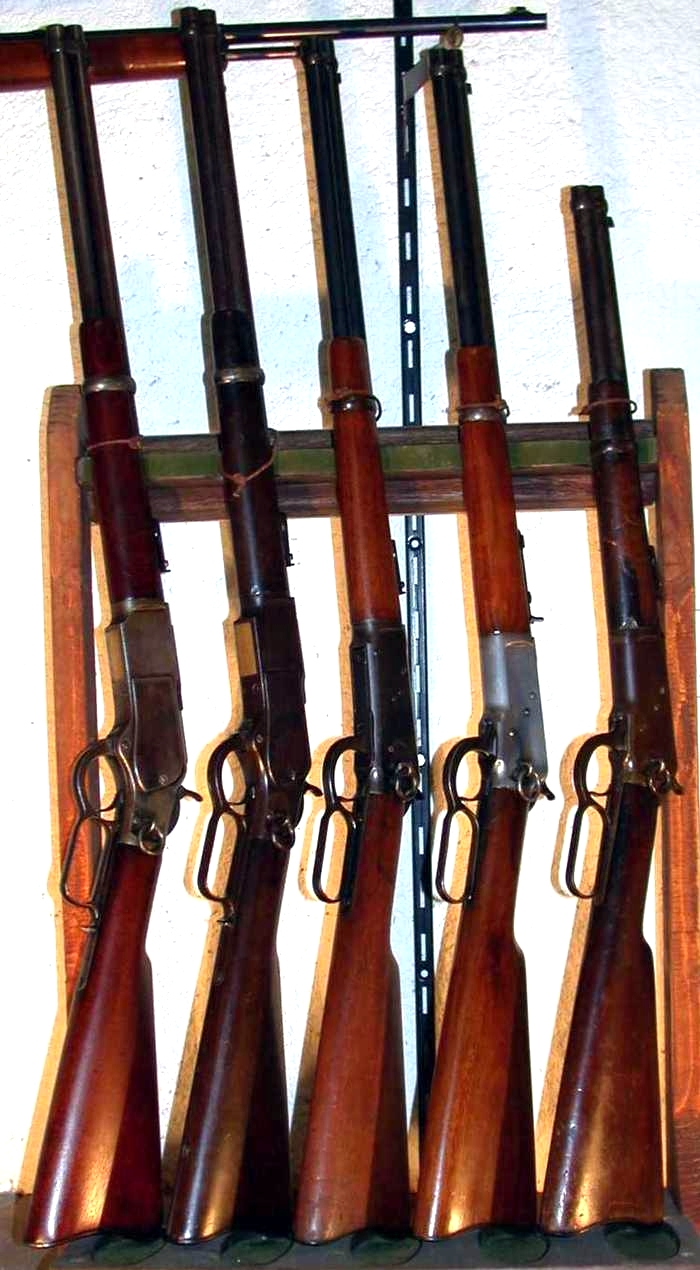
Alguns rifles Winchester.

Rifle Winchester é um termo abrangente que descreve uma série de rifles de repetição por ação de alavanca, fabricados pela Winchester Repeating Arms Company, que foi usado extensivamente nos Estados Unidos durante a última metade do Século XIX.

## Predecessores

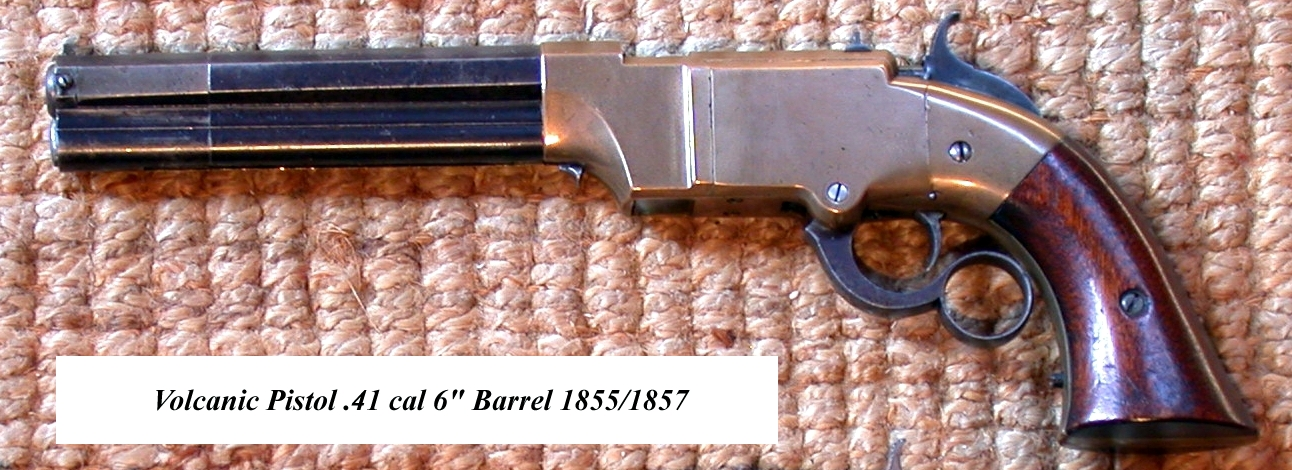
A pistola "Volcanic".

Em 1848, Walter Hunt patenteou o seu "Volition Repeating Rifle" incorporando um carregador tubular, que era operado por duas alavancas e um mecanismo complexo. O rifle de Hunt disparava o que ele chamava de "Rocket Ball", uma forma antiga de munição sem estojo, onde a carga de pólvora ficava contida numa cavidade na base da bala. Esse projeto, era frágil e não funcional, mas em 1849, Lewis Jennings comprou a patente de Hunt e desenvolveu uma versão funcional, apesar de ainda muito complexa, que foi produzida em pequena quantidade pela Robbins & Lawrence até 1852.
Horace Smith e Daniel Wesson, adquiriram a patente de Jennings da Robbins & Lawrence, mantendo o encarregado da fábrica, Benjamin Tyler Henry. Smith fez várias melhorias no projeto de Jennings e, em 1855, Smith e Wesson, juntamente com vários investidores, fundaram a Volcanic Repeating Arms Company, para fabricar a versão modificada por Smith do projeto "Hunt-Jennings", a pistola e o rifle por ação de alavanca "Volcanic". O maior acionista desse empreendimento era Oliver Winchester.
Para o rifle "Volcanic", Smith juntou uma carga de espoleta à "Rocket Ball" de Hunt e criou um dos primeiros cartuchos metálicos fixos que incorporavam bala, espoleta e pólvora em uma unidade autocontida. Enquanto ainda estava na empresa, Smith foi um passo além e adicionou um cilindro de cobre para segurar a bala e a pólvora transferindo a carga da espoleta para a borda do estojo, criando assim uma das invenções mais significativas da história das armas de fogo, o cartucho metálico de arma de fogo que conhecemos hoje como cartucho de fogo circular. O cartucho de Smith, o .22 Short, seria lançado comercialmente em 1857 juntamente com um outro marco da indústria de armas, o revólver Smith & Wesson Model 1.

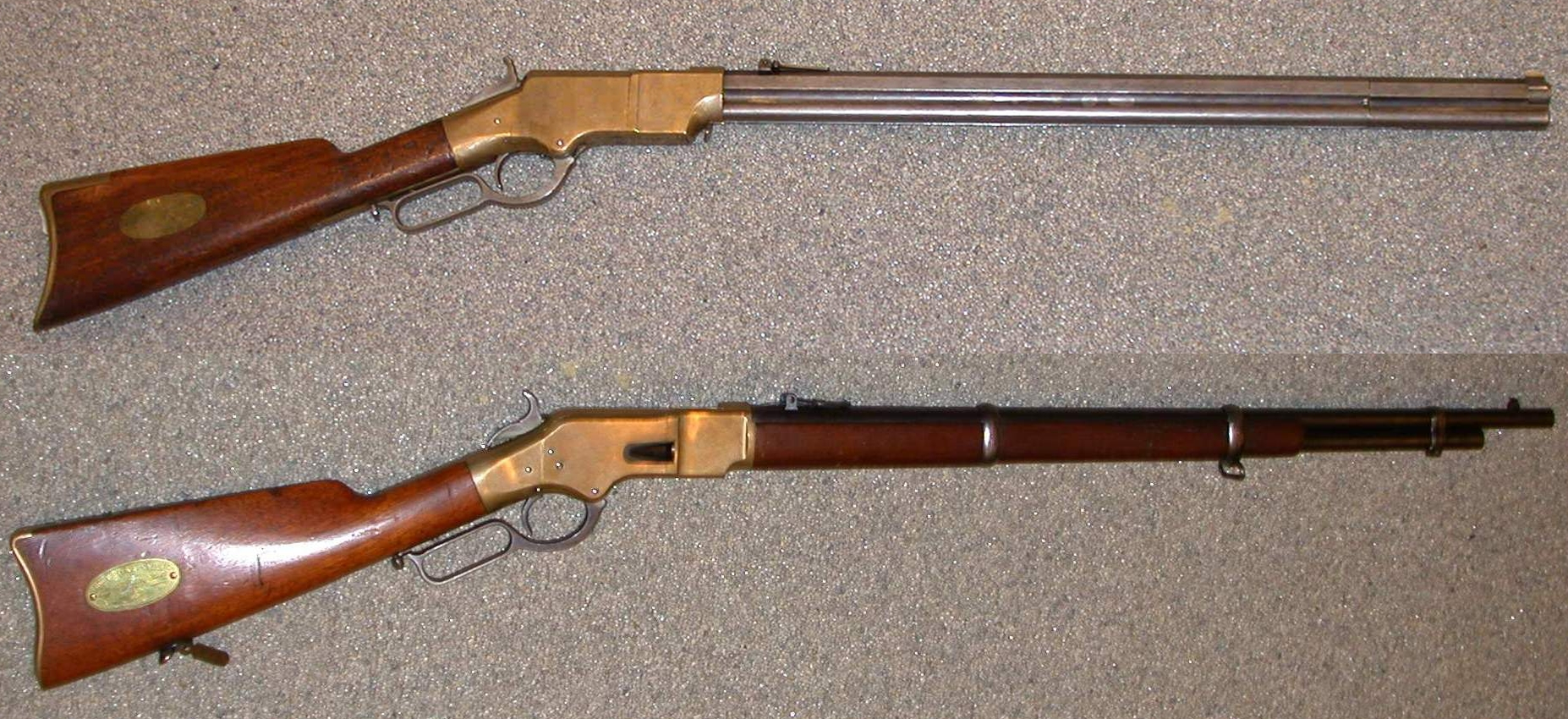
Um "Rifle Henry" (acima) e um
rifle Winchester Model 1866 (abaixo).

O rifle "Volcanic" teve sucesso limitado, parcialmente devido ao desenho e ao fraco desempenho do cartucho "Volcanic". Embora o desenho do mecanismo de repetição do "Volcanic" ser muito superior a dos rivais, a potência e a confiabilidade insatisfatórios das "Rocket Balls" de calibre .25 e calibre .32 eram pouco competitivos com os calibres maiores dos concorrentes. Wesson havia deixado a "Volcanic" logo após sua formação e oito meses depois, ele criou a Smith & Wesson Revolver Company. A "Volcanic" mudou-se para New Haven em 1856, mas no final daquele ano tornou-se insolvente. Oliver Winchester comprou os ativos da empresa falida dos acionistas restantes e a reorganizou como a New Haven Arms Company em abril de 1857.
Benjamin Henry continuou a trabalhar com o conceito de cartucho de Smith e aperfeiçoou o cartucho muito maior e mais poderoso .44 Henry. Henry também supervisionou o redesenho do rifle para usar a nova munição, mantendo apenas a forma geral do mecanismo de culatra e o carregador tubular. Este se tornou o Rifle Henry de 1860, fabricado pela New Haven Arms Company, e usado em número considerável por certas unidades do Exército da União na Guerra Civil Americana. Quando a produção foi encerrada em 1966, cerca de 14.000 unidades haviam sido produzidas. Os confederados tinham uma frase que definia o Rifle Henry: "aquele maldito rifle ianque que eles carregam no domingo e disparam a semana toda".

## Desenvolvimento

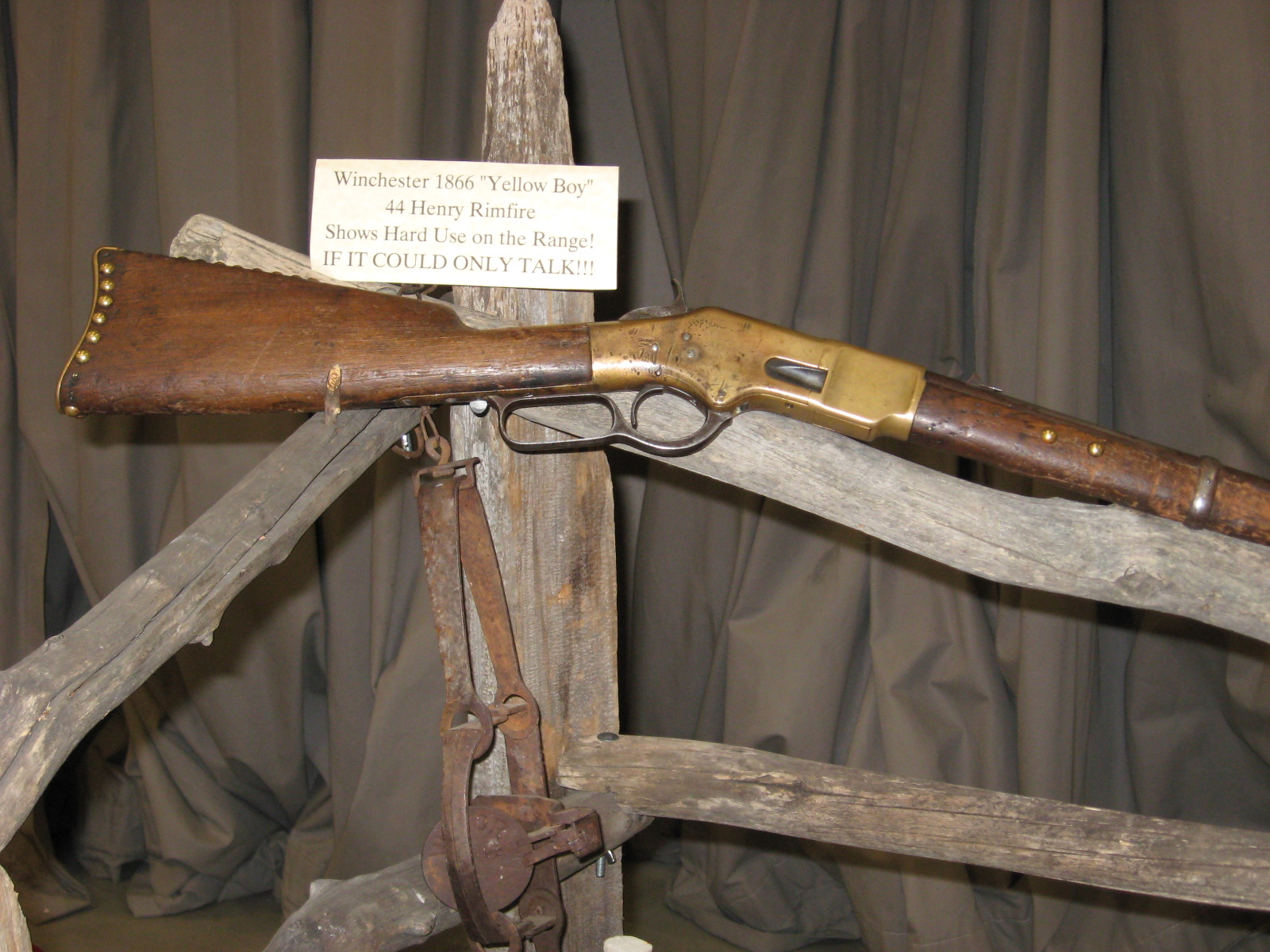
Um Winchester Model 1866 "Yellow Boy".

Após a guerra, Oliver Winchester renomeou a New Haven Arms para Winchester Repeating Arms Company. A empresa modificou e melhorou o design básico do Rifle Henry, criando "O Rifle Winchester": o Model 1866. Ele manteve o uso do cartucho Henry .44, também foi construído sobre um corpo de liga de bronze e tinha um carregador melhorado e a coronha de madeira envolvendo a parte de baixo do cano. Em 1873, a Winchester introduziu o Model 1873 com corpo de aço, para o calibre .44-40 mais potente.
Em 1876, numa tentativa de competir com os poderosos rifles de tiro único da época, a Winchester lançou o Model 1876 ("Centennial Model"). Embora suportasse cartuchos mais potentes que os modelos 1866 e 1873, o mecanismo de elevação dos cartuchos não era forte o suficiente para os cartuchos de alta potência mais populares da época, usados nos rifles de tiro único da Sharps e da Remington'.
A partir de 1883, John Moses Browning trabalhou em parceria com a Winchester, projetando uma série de rifles e escopetas, Destacando-se os rifles Model 1886, Model 1892, Model 1894, Model 1894 e Model 1895, juntamente com as escopetas Model 1887 e 1901, o rifle por ação de bombeamento 1890 e as escopetas por ação de bombeamento Model 1893 e 1897.

## Rifles Winchester de repetição por ação de alavanca

### Model 1866
Este foi o primeiro rifle Winchester, foi originalmente lançado com câmara para o .44 Henry de fogo circular. Apelidado de "Yellow Boy" por causa de seu receptor de uma liga de bronze/latão chamada "gunmetal", ele era famoso por sua construção robusta e mecanismo de repetição por ação de alavanca que permitia ao usuário disparar vários tiros antes de ter que recarregar. A patente aprimorada de Nelson King corrigiu as falhas do rifle Henry incorporando uma entrada na lateral da armação integrada a um carregador redondo e lacrado que estava parcialmente coberto por um guarda-mão.
A França comprou cerca de 8.000 unidades do rifle Model 1866 e 4,5 milhões de cartuchos .44 Henry durante a Guerra Franco-Prussiana. O Império Otomano comprou 45.000 rifles Model 1866 e 5.000 carabinas em 1870 e 1871. Esses rifles foram usados na Guerra russo-turca de 1877–1878, causando muita surpresa quando um número muito menor de turcos, no "Cerco de Plevna", infringiu muito mais baixas que seus inimigos que usavam rifles de tiro único Krnka e Berdan. O advento do Model 1866 impeliu os russos a desenvolver um novo rifle, o Mosin-Nagant, depois da guerra.

### Model 1873

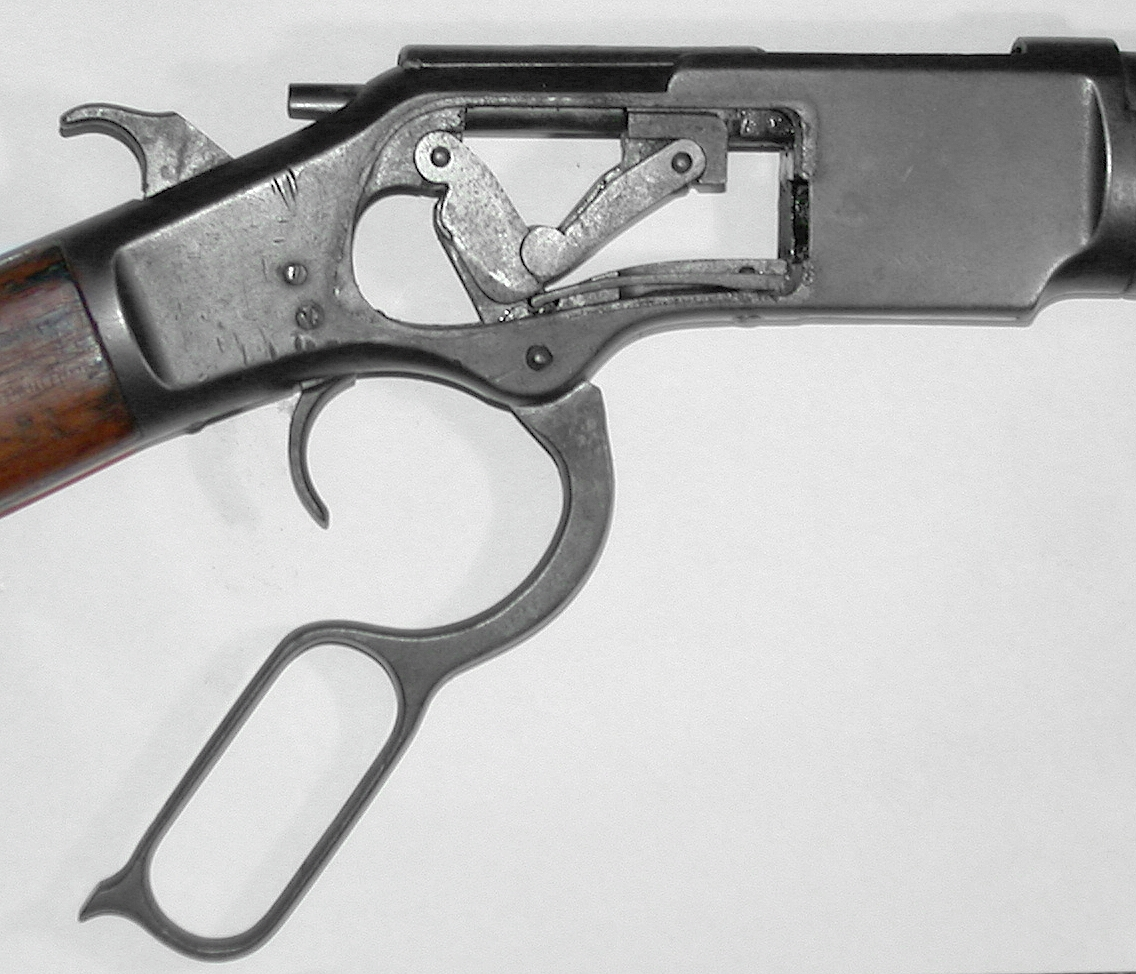
O mecanismo de sucesso do Model 1873.

O Model 1873 foi um dos rifles de maior sucesso da Winchester nos seus dias. Ele foi comercializado usando a frase: "A arma que conquistou o Oeste". Fabricado entre 1873 e 1923, ele continua sendo um ícone nos dias atuais.
Para celebrar esse prestígio, em 1875, a Winchester lançou uma série especial chamada de "One of One Thousand", que produzia grupamentos muito pequenos, vendidas por apenas $100 (equivalente a $2.300 em 2018).
Um filme de faroeste de 1950, Winchester '73, estrelado por Jimmy Stewart, foi baseado nessa arma, e as promoções incluíram uma busca por rifles da série "One of One Thousand" promovida pela Universal Studios, com anúncios em revistas de esportes e pôsteres em lojas de produtos esportivos.
Uma segunda série especial ainda mais precisa, chamada de "One of One Hundred" foi comercializada por $20 a mais do preço de catálogo. Foram comercializadas aproximadamente 136 unidades da série "One of One Thousand", e apenas oito da série "One of One Hundred".

### Model 1876
O Winchester Model 1876, ou "Centennial Model", foi um rifle de corpo mais pesado que os anteriores (1866 e 1873), com capacidade para cartuchos bem mais potentes, apropriados para caça de grande porte, o que não era o caso dos antecessores. Apesar de ter aparência similar ao Model 1873, ele era baseado num protótipo de 1868, que nunca chegou a ser produzido comercialmente pela Winchester.

### Model 91
O Model 88, introduzido em 1955, 60 anos depois que a Winchester lançou seu desenho pioneiro de rifle por ação de alavanca, era completamente diferente dos anteriores. Resumidamente, ele tinha um ferrolho com três chanfros, e a cada vez que a alavanca (de menor curso) era acionada, o ferrolho girava, posicionando um novo cartucho na câmara. Os cartuchos eram alimentados verticalmente a partir de um carregador de quatro tiros. Esses recursos permitiram o uso de cartuchos modernos de alta potência com balas Spitzer (pontiagudas): .243 Winchester, .284 Winchester, .308 Winchester e .358 Winchester. O Modelo 88 foi descontinuado em 1973 e é o terceiro rifle de ação com alavanca mais vendido da história de Winchester (cerca de 280.000 foram produzidos), atrás apenas do M1894 e do M1892. Mais tarde, o Sako Finnwolf e o Browning BLR adotaram mecanismos semelhantes.

### Model 9400
O Model 9422 foi introduzido em 1972, com o objetivo de alavancar o sucesso do mecanismo por ação de alavanca com cão exposto, empunhadura reta, carregador tubular e presilhas no cano. Esse modelo tinha o topo da câmara com chanfros, permitindo a montagem de lunetas. Foi oferecido nos calibres .22 Long Rifle e .22 WMR, e o preço estava entre os maiores do mercado de espingardas esportivas .22 LR. O mecanismo foi revisado e melhorado em vários aspectos, tornando todo o conjunto extremamente confiável. O Model 9422 fez sucesso mundial entre aqueles criados na época de grande sucesso dos filmes de "Western", e entre os pais que procuravam uma maneira de apresentar seus filhos à prática de tiro. Ao longo do período de produção, foram oferecido: um modelo de acabamento superior chamado 9422 XTR, um modelo no calibre .17 de fogo circular e vários modelos comemorativos. A produção do Model 9422 foi encerrada em 2005.

## Operadores
- Estados Unidos
- Canadá
- França
- Império do Japão
- Chile
- Peru[14]
- Bolívia
- México
- Império Otomano
- Brasil[15]
- Haiti[16]
- República Dominicana[17]
- Honduras[18]
- Guatemala[19]
- El Salvador[20]
- Costa Rica[21]
- Sião[22]
- Império Etíope
- Reino do Daomé[23]
- África do Sul
- Grã-Bretanha[24]
- Marrocos[25]

## Conflitos
- Guerras Indígenas nos Estados Unidos
- Guerra Franco-Prussiana[26]
- Invasão japonesa de Taiwan (1874)[27]
- Guerra Russo-Turca (1877–1878)
- Guerra do Pacífico (século XIX)[28]
- Rebelião de Saskatchewan
- Segunda intervenção francesa no México
- Rebelião de Tomochic[29]
- Segunda Guerra Franco-Daomeana
- Revolução Federalista
- Primeira Guerra Ítalo-Etíope[30]
- Guerra Hispano-Americana
- Guerra de Canudos[31]
- Revolução Acriana[32]
- Levante dos Boxers
- Segunda Guerra dos Bôeres
- Revolução Mexicana
- Guerras dos Balcãs[33]
- Combate de Chaves
- Primeira Guerra Mundial
- Revolução Constitucionalista de 1932[34]
- Guerra Civil Espanhola[35]
- Segunda Guerra Mundial
- Revolução Nacional da Indonésia
- Revolta de 1953 na Alemanha Oriental
- Guerrilha do Araguaia[36]

## Nova produção
Em 2013, a Winchester trouxe de volta o Model 1873, fabricado pela Miroku Corporation sob licença da Olin e da FN / Browning que detém os direitos da marca. Isso marca o relançamento do terceiro dos modelos clássicos de rifles Winchester, sendo os anteriores o Modelo 1892 e o Model 1894. O "novo" Model 1873 está disponível com cano de 20" ou 24" redondo ou octogonal e suporta os calibres: .357 Magnum e .38 Special. Seu design é quase idêntico aos originais, incluindo a segurança de desconexão do gatilho, a cobertura deslizante de poeira e o batente da coronha arredondado, mas com duas exceções importantes: um mecanismo de segurança adicional, que bloqueia o pino de percussão impedindo que ele se mova para frente, a menos que o gatilho seja pressionado, e o suporte do cartucho foi alterado para ejetar os estojos deflagrados para longe do atirador. O carregador tubular fixo, tem capacidade máxima de catorze tiros (treze para rifles de calibre 44 e 45).